# رحم‌بند

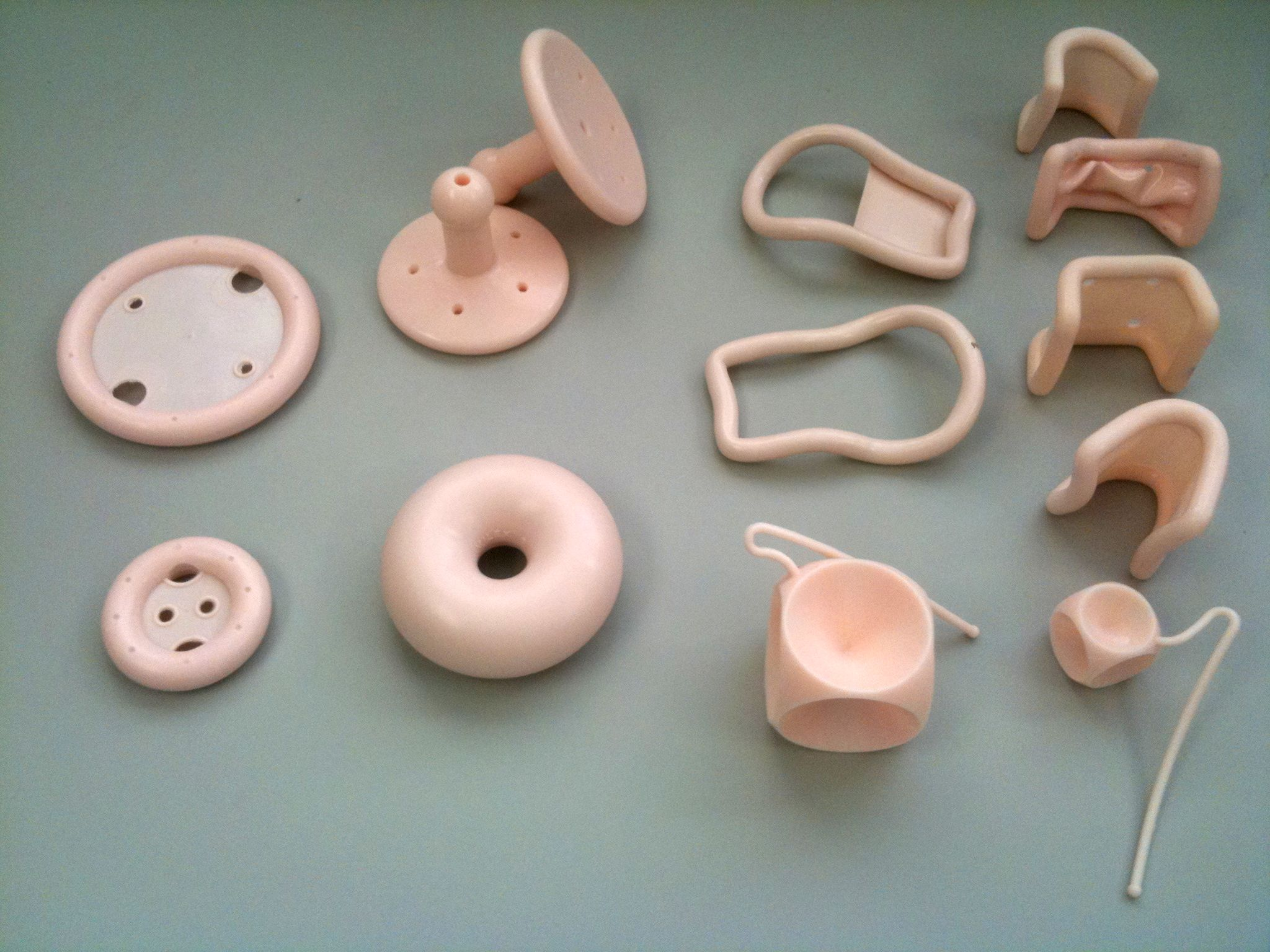
مجموعه‌ای از پساری

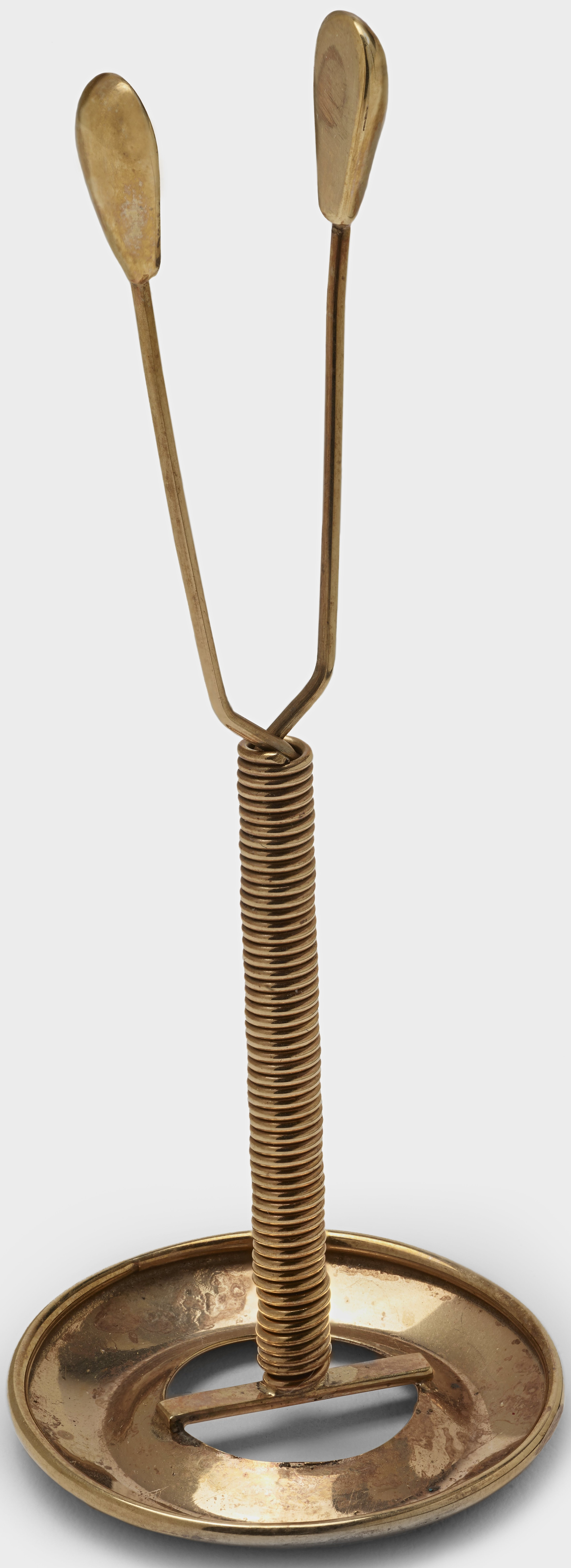
پساری با روکش طلا (درون‌زهدانی) در سال ۱۹۲۰

رحم‌بند یا پساری یک وسیلۀ مصنوعی است که برای اهداف پزشکی و دارویی در واژن قرار می‌گیرد. رحم بند اغلب در موارد بی‌اختیاری ادرار و افتادگی اندام‌های لگن یا واژن استفاده می‌شود. افتادگی هنگامی اتفاق می‌افتد که واژن یا عضوی دیگر در لگن از محل معمول خود خارج شود. استفاده از پساری در پیشگیری از جراحی‌های لگن مؤثر است. همچنین می‌توان از این دستگاه می‌توان برای اهداف دارورسانی استفاده کرد.
این وسیله به‌طور انعطاف‌پذیر ساخته شده و از ساختار لگن مثل مثانه، رحم و راست روده نگهداری می‌کند. آن‌ها در اشکال و اندازه‌های مختلف ساخته شده‌اند و می‌توانند روشی مؤثر و غیرتهاجمی برای درمان افتادگی اندام لگن باشند.